# St. Ulrich (Dürnseiboldsdorf)

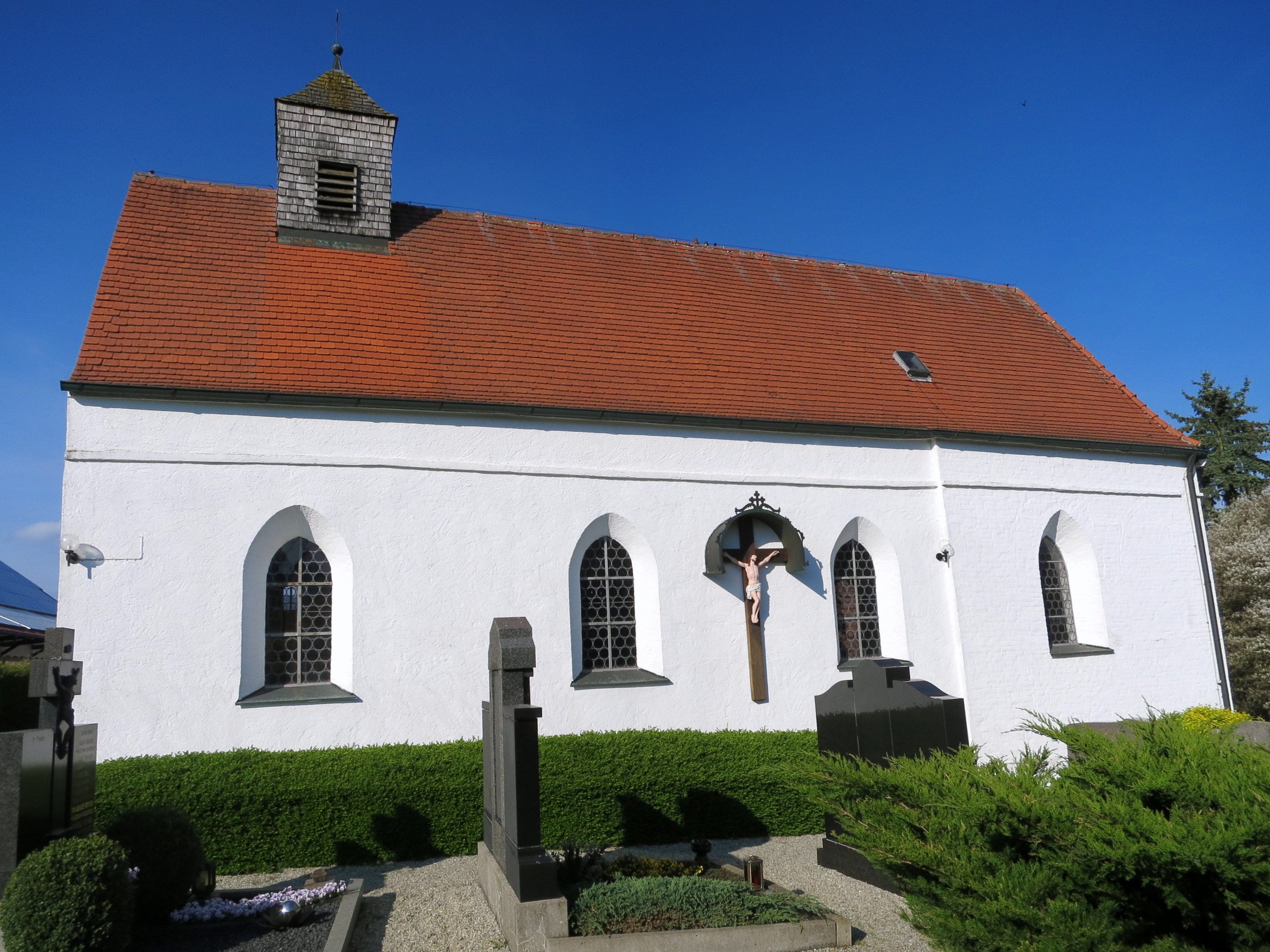
Kirche St. Ulrich

Die römisch-katholische Kirche St. Ulrich ist eine Filiale der Pfarrei Mauern in Dürnseiboldsdorf (Gemeinde Mauern, Landkreis Freising).

## Geschichte
1315 wird die Kirche in Dürnseiboldsdorf als Filiale von Gammelsdorf genannt. Der Propst Konrad I. des Kastulusstifts in Moosburg (1191 bis 1221) hatte die Kirche dem Stift Moosburg geschenkt. Sie gehört seit 1941 zur Pfarrei Mauern.

## Baubeschreibung
Der langgestreckte gotische Saalbau mit Polygonalchor und spätgotischem Dachreiter stammt wohl aus dem 15. Jahrhundert (mit Ausstattung). Die Kirche ist ein geschütztes Baudenkmal mit der Aktennummer D-1-78-142-6 des BLfD.